# Kyūsaku Ogino
Kyūsaku Ogino (jap. 荻野 久作 Ogino Kyūsaku) (ur. 25 marca 1882 w Toyohashi, zm. 1 stycznia 1975 w Niigata – ginekolog japoński. Opisał (niezależnie od Hermanna Knausa) fizjologiczny sposób zapobiegania zapłodnieniu, będący podstawą jednej z metod rozpoznawania płodności (potocznie zwaną kalendarzykiem małżeńskim).

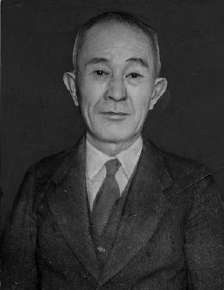
Kyūsaku Ogino (1924)

Kyūsaku Ogino opublikował w Japonii w 1923 r. pracę dotyczącą owulacji, w której określił jej przypuszczalny termin na 12–16 dni przed miesiączką. Jego publikacja dotarła do Europy dopiero w 1930 roku. Zaobserwował możliwość obliczenia cykliczności owulacji, lecz stwierdził również, że nie można się wyłącznie opierać przy jego określaniu na metodach obliczeniowych. Był przeciwny używaniu środków antykoncepcyjnych.
Laureat Nagrody Asahi za 1966 rok.